# Edu Torres
Edu Torres   (Barcelona, 26 de maig de 1964) és un entrenador de bàsquet català,

## Carrera esportiva

### Etapa com a jugador
Es va formar com jugador en el BIM de Sants fins a la categoria d'infantil. Quan va començar com a cadet, va jugar a les categories inferiors del Club Joventut Badalona i amb la U.E. Montgat i amb l'Ademar Badalona a Segona divisió.

### Etapa com a entrenador
La seva trajectòria com a tècnic va començar al capdavant del júnior del Joventut de Badalona, durant dues temporades. Durant nou temporades es va fer càrrec de l'Andorra, equip amb el qual va ascendir i debutar a l'ACB el 20 de setembre de 1992. L'estiu de 1995 va ocupar el càrrec de seleccionador nacional espanyol de la sub-22, i el 1997 es va fer càrrec del CB León. Dues temporades després va dirigir el Lleida Bàsquet i va ascendir en la seva segona temporada a l'ACB. Amb l'equip lleidatà va aconseguir ser el primer equip de la història de la competició a classificar-se per als play-offs en la primera temporada en què jugava en aquesta. Es va classificar per jugar la Copa ULEB, quedant eliminats en quarts de final. Durant la seva cinquena temporada a Lleida va ser substituït per Aleksander Petrovic, signant a continuació amb el CB Girona, equip que va entrenar durant dues temporades i mitja salvant-lo del descens en les dues primeres i portant l'Akasvayu Girona a la Copa del Rei i als playoffs.
L'any 2002 va ser elegit com el millor entrenador de l'ACB i millor entrenador català de totes les especialitats esportives, a més de ser reconegut per la Generalitat de Catalunya amb el premi Fair Play a la trajectòria esportiva. Anys més tard va tornar a les files de l'equip lleidatà, substituint a Andreu Casadevall. En la primera temporada va aconseguir quedar entre els vuit primers i, per tant, tornar a jugar els play-offs amb el Lleida.
El 8 de desembre de 2009 va arribar a un acord amb el CB Murcia per substituir Moncho Fernández, club amb el qual no aconseguia mantenir la categoria ACB. El 2011 es converteix en director esportiu i uns dels fundadors del Força Lleida Club Esportiu on estaria durant una temporada, fins a novembre de 2012. L'any 2013, es converteix en entrenador de l'equip mexicà Huracans de Tampico, i el 2014 passa a entrenar l'equip de bàsquet xinès Park Lane Snow Wolves.
En 2016, es converteix en el entrenador de l'equip Hong Kong Eastern, amb el que aconsegueix el títol de la Lliga de bàsquet ASEAN.